# Мцкнети
Мцкнети (груз. მწყნეთი, азерб. Əsmələr) — село Болнисского муниципалитета, края Квемо-Картли республики Грузия со 100 %-ным азербайджанским населением. Находится в юго-восточной части Грузии, на территории исторической области Борчалы.

## История
В 1990 - 1991 годах, в результате изменения руководством Грузии исторических топонимов населённых пунктов этнических меньшинств в регионе, название села Асмалар («азерб. Əsmələr») было изменено на его нынешнее название - Мцкнети.

## География
Село Мцкнети расположено на левом берегу реки Машавера, около автомобильной дороги, в 7 км от районного центра Болниси, на высоте 450 метров от уровня моря.
Граничит с городом Болниси, селами Рачисубани, Самтредо, Чапала, Саванети, Мухрана и Хидискури Болнисского Муниципалитета.

## Население
По данным Государственного статистического комитета Грузии, согласно официальной переписи 2002 года, численность населения села Мцкнети составляет 286 человека и на 100 % состоит из азербайджанцев.

## Экономика
Население в основном занимается овцеводством, скотоводством и овощеводством.

## Достопримечательности
- Средняя школа[8]

## Известные уроженцы
- Шакир Халилов - учёный.
- Камал Гюльмамедов - учёный.[9]